# Tramway de Cincinnati
 (novembre 2024).
Si vous disposez d'ouvrages ou d'articles de référence ou si vous connaissez des sites web de qualité traitant du thème abordé ici, merci de compléter l'article en donnant les références utiles à sa vérifiabilité et en les liant à la section « Notes et références ».

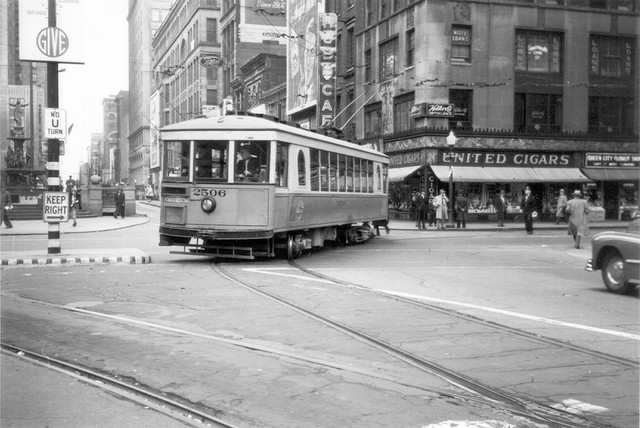
Tramway à l'angle de la 5e avenue et la rue Walnut

Le tramway de Cincinnati est le principal réseau de transport en commun ayant desservi la ville américaine de Cincinnati, dans l'Ohio, de la fin du XIXe siècle au début du XXe siècle. La première ligne a été mise en service le 17 août 1889. Les deux dernières lignes en service, la ligne 21-Westwood-Cheviot et la ligne 55-Vine-Clifton, ont été fermées le 29 avril 1951 et remplacées par des lignes de trolleybus.